# Jan Blahoslav Kozák

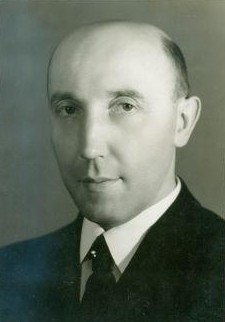
Jan Blahoslav Kozák

Jan Blahoslav Kozák (* 4. August 1888 in Čáslav; † 9. Januar 1974 in Prag) war tschechischer Philosoph, Politiker und Parlamentsabgeordneter. Er beschäftigte sich insbesondere mit der Geschichte der Philosophie, mit Ethik und Religion; er war Professor der Philosophie an der Philosophischen Fakultät der Karls-Universität in Prag.

## Leben
Kozák wurde in einer Familie bekannter Vertreter des Protestantismus in Böhmen geboren, zu denen sein Vater František Kozák, ein evangelischer Pfarrer, und sein Onkel Ferdinand Císař gehörten. Nach seinem Abitur auf dem Gymnasium in Čáslav studierte er Theologie, Philosophie und Philologie an den Universitäten in Bonn, Edinburgh, Wien und Halle, sein Studium schloss er 1915 mit der Promotion in Prag ab. Er arbeitete zunächst als Professor für Deutsch und Englisch an der Handelsakademie in Kolín, später (1920–1926) in Prag. 1921 habilitierte er sich in Prag an der Karls-Universität in Logik, Noetik und Geschichte der Philosophie. Dort wurde er 1927 zum außerordentlichen und 1933 zum ordentlichen Professor ernannt. 1934 gründete er den „Filozofický kroužek“ (philosophischen Kreis), der sich insbesondere mit phänomenologischen Forschungen im Geiste von Edmund Husserl beschäftigte. Er war auch in der Československá strana národně socialistická tätig, 1935–1939 war er Parlamentsabgeordneter. Er nahm teil an den Treffen der Gruppe Pátečníci (Die Freitagsrunde), wo er unter anderem auch Tomáš Garrigue Masaryk und Edvard Beneš kennenlernte.
1939 emigrierte Kozák in die Vereinigten Staaten, wo er in Ohio an der Oberlin College Vorträge hielt. Er lernte persönlich Franklin D. Roosevelt kennen, war auch bei der Gründung des United States Office of War Information involviert und hatte Verbindungen zum diplomatischen Dienst der USA.
Nach 1945 kehrte Kozák in die Tschechoslowakei zurück und wurde zum Dekan der Philosophischen Fakultät. Nachdem er unter Druck eine Erklärung der Nationalfront an der Universität vorgelesen habe, konnte er die Stelle bis 1958 ausüben, eigene Arbeiten durfte er allerdings nicht publizieren.

## Werke
Zu Kozáks bedeutendsten Werken gehören die Arbeiten Essay o vědě a víře (Essay über Wissenschaft und Glauben, 1924), Ježíš ve víře a skepsi (Jesus im Glauben und Skepsis, 1929), Noetika (Noetik, 1946) sowie Principy ontologie a jejich důsledky (Prinzipien der Ontologie und ihrer Folgen, Handschrift 1971). Kozák übersetzte aus dem Englischen, Französischen und Italienischen.
Außerdem hat Jan Blahoslav Kozák unter anderem folgende Schriften und Arbeiten veröffentlicht:
- Masaryk filosof. Praha, Svaz národního osvobození, 1925
- Filosofické a mravní pozadí Husova kacířství. Praha, Svaz národního osvobození, 1925
- Naše pokrokovost a Řím. Praha, Svaz národního osvobození, 1925
- Přítomný stav etiky. Praha, Dědictví Komenského, 1930
- V boji o duchovní hodnoty. Praha, Čin, 1930
- Masaryk jako ethik a náboženský myslitel. Praha, Slovanský ústav, 1931
- Proslovy k neviděným. Praha, Svaz národního osvobození, 1935
- Úvahy. Praha, Svaz národního osvobození, 1938
- Věda a duch. Praha, Jan Laichter, 1938
- Rooseveltova Amerika. Praha, Sociologický kruh, 1946
- Noetika : Přednášky podle zápisu z r. 1932. Praha, SPF, 1947
- O lidu a lidech. Praha, Vladimír Žikeš, 1948
- Podle cesty. Praha, Pokrok, 1948
- T.G. Masaryk a vznik Washingtonské deklarace v říjnu 1918. Praha, Melantrich, 1968